# Philippe Terrier
Philippe Terrier est un footballeur français né le 29 octobre 1947 à Besançon.

## Biographie
Cet attaquant joue principalement en faveur du FC Sochaux et de l'USL Dunkerque.
Au total, il dispute 96 matchs en Division 1 et 203 matchs en  Division 2, sans oublier 2 matchs en Coupe des Vainqueurs de Coupes avec le Stade rennais. Il inscrit par ailleurs 67 buts dans les championnats professionnels.